# Кјохо
Кјохо (享保) је јапанска ера (ненко) која је наступила после Шотоку, а пре Генбун ере. Временски је трајала од јула 1716. до априла 1736. године и припадала је Едо периоду. Владајући цареви били су Накамикадо и Сакурамачи. Ера је именована како би обележила смрт Токугаве Ијецугуа а њено име Кјохо у грубом преводу значи "претрпети и подржавати".

## Важнији догађаји Кјохо ере
- 1717. (Кјохо 2): Шогун Токугава Јошимуне наређује и надгледа Кјохо реформе.[3]
- 1718. (Кјохо 3): Бакуфу поправља царски маузолеј.[4]
- 1718. (Кјохо 3, осми месец): Шогунат поставља кутију за предлоге и петиције (мејасубако) у просторије владиних званичника у Кјоту.[4]
- 1721. (Кјохо 6): Популација Еда достиже 1,1 милион становника и у том тренутку је најнасељенији град на свету.[5]
- 1730. (Кјохо 15): Токугава шогунат званично прихвата постојање тржишта пиринча Доџиме у Осаки и користи то како би надгледала трговину и прикупљала новац од пореза.[6] Напредак у пољопривреди допринео је повећаној производњи пиринча која доводи до пада цена средином Кјохо ере.[7]
- 3. август 1730. (Кјохо 15, двадесети дан шестог месеца): Избија пожар у Муромачију и 3.790 кућа бива уништено. Влада као помоћ поклања пиринач.[4]
- 1732. (Кјохо 17): Због великих ројева скакаваца који су разорили усеве настаје Кјохо глад.[8]
- 1733. (Кјохо 18): Гинсенг (женшен) који почиње да се производи у Јапану долази у локалне пијаце.[9]
- 1735. (Кјохо 20): У јапанску исхрану први пут улази слатки кромпир.[9]